# Bifidcijfer
Het bifidcijfer is een van de klassieke handcijfers, die in de cryptografie worden gebruikt.  Het is een combinatie van substitutieversleuteling met fractionering. Eerst creëren we een 5×5-matrix van letters en nummeren de rijen en kolommen van 1 tot 5, dat wordt de sleutel voor het cijfer. De matrix vullen we met het alfabet aan de hand van een sleutelwoord. Het sleutelwoord in het voorbeeld is SLEUTELWOORD.
```
 | 
1  2  3  4  5

-+----------------

1
| S  L  E  U  T

2
| W  O  R  D  A

3
| B  C  F  G  H

4
| Ĳ  K  M  N  P

5
| Q  V  X  Y  Z
```

De I en de J zijn samengenomen om de letters in een 5×5-matrix te laten passen. Het vullen kan ook in een andere volgorde gebeuren, maar bij het versleutelen en ontsleutelen moet wel dezelfde volgorde worden gebruikt. Voorbeelden daarvoor zijn
```
S
  Ĳ  H  G  F     Q  Ĳ  B  
W  S
     
S  L  E  U  T

L
  K  Y  X  C     V  K  C  
O  L
     A  
D  R  O  W

E
  M  Z  V  B     X  M  F  
R  E
     B  C  F  G  H

U
  N  P  Q  A     Y  N  G  
D  U
     P  N  M  K  Ĳ

T  W  O  R  D
     Z  P  H  A  
T
     Q  V  X  Y  Z
```

De sleutel is doorgaans een sleutelwoord. De letters van het sleutelwoord worden achtereenvolgens in de gekozen volgorde in de 5×5-matrix geplaatst, waarbij de letters die dubbel in het sleutelwoord voorkomen worden geschrapt. De resterende letters van het alfabet worden daar achter aan toegevoegd. Hoe meer verschillende letters er in het sleutelwoord staan, hoe minder er achter het sleutelwoord hoeven te worden toegevoegd.
```
Sleutelwoord : SLEUTELWOORD
Cijferalfabet: SLEUTWORDABCFGHIJKMNPQVXYZ
```

We lezen vervolgens voor elke letter de rij en kolom af en schrijven de getallen verticaal onder de klare tekst. Zo heeft de I de waarde 41, omdat zij in rij 4 en kolom 1 staat.
```
Klare tekst: D 
I
 T I S G E H E I M
             ---------------------
Rij        : 2 
4
 1 4 1 3 1 3 1 4 4
Kolom      : 4 
1
 5 1 1 4 3 5 3 1 3
```

Nu schrijven we de cijfers opnieuw, van links naar rechts en boven naar onder, in groepen van twee. Dan zetten we de nieuwe getallen terug om in letters.
```
24 14 13 13 14 44 15 11 43 53 13
D  U  E  E  U  N  T  S  M  X  E 

DUEEU NTSMX E
```

Het ontsleutelen gebeurt door iedere letter van de cijfertekst aan de hand van de tabel terug in een getal om te zetten. De getallenreeks wordt in twee verdeeld en de twee delen onder elkaar geschreven. De verticale paren van twee getallen geven het nummer van de rij en de kolom in de sleutel, waaruit de letters van de klare tekst weer kunnen worden afgelezen.
ADFGX · Autoclave · Atbash · Baconalfabet · Bifid · Caesarcijfer · Dubbele transpositie · One-time pad · Paardensprongcijfer · Playfair · Polybiusvierkant · Rozenkruisersgeheimschrift · Scytale · Straddling checkerboard · Substitutie · Transpositie · Trifid · Vigenère